# Gilgameš nella cultura di massa

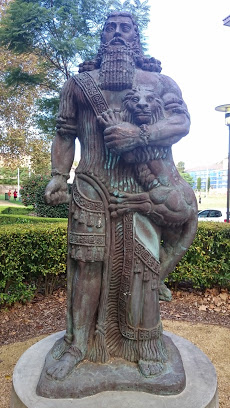
Una statua di Gilgamesh donata dalla comunità assira all'Università di Sydney.

Le prime traduzioni affidabili dell'Epopea di Gilgameš sono comparse attorno alla prima guerra mondiale, ma è soprattutto successivamente alla seconda che Gilgameš raggiunge un pubblico più ampio e ispira centinaia fra romanzi di genere, fumetti, videogiochi, ecc.

## Letteratura
Tra gli autori di romanzi fantastici o pseudostorici che ricostruiscono o reinventano le peripezie di Gilgameš si contano Robert Silverberg, Theodor H. Gaster, Paola Capriolo, Joan London e altri ancora. Fra le principali opere si annoverano:
- Paola Capriolo ha scritto il romanzo Qualcosa nella notte. Storia di Gilgamesh, signore di Uruk, e dell'uomo selvatico cresciuto tra le gazzelle
- Il biblista Theodor H. Gaster ha scritto il racconto  Le avventure di Gilgamesh, pubblicato nell'antologia Le più antiche storie del mondo  (The Oldest Stories in the World).
- L'australiana Joan London ha pubblicato nel 2001 il romanzo Gilgamesh, con cui ha vinto il premio The Age Book of the Year nel 2002.
- Gilgamesh è protagonista del romanzo fantascientifico di Wilson Tucker Signori del tempo (The Time Master, 1954; catalogo Urania No. 615), dove è un naufrago spaziale precipitato sulla Terra che, grazie a un metabolismo più lento, riesce a vivere molto più a lungo degli esseri umani, anche se non all'infinito. Giunto ai giorni nostri egli assume l'identità di Gilbert Nash, di professione investigatore privato. Tornerà in un altro romanzo di Tucker, L'uomo che veniva dal futuro (Time Bomb, 1955; catalogo Urania No. 743).
- Robert Silverberg ha scritto nel 1984 Gilgamesh (Gilgamesh the King), un romanzo in cui la storia di Gilgameš viene raccontata senza elementi soprannaturali. Nel 1987 ha scritto un sequel: Gilgamesh all'inferno (Gilgamesh in the Outback), un romanzo breve vincitore del Premio Hugo.
- La città oltre il fiume (1947) di Hermann Kasack. Il poema epico diventa una metafora della Germania dopo la guerra.[1]
- River without Shores (1949–50) di Hans Henny Jahnn. La sezione centrale è una analogia della relazione fra Gilgameš e Enkidu.[1]
- Charles Olson scrisse del poema nel suo saggio “The Gate and the Center” e nei poemi come “La Chute” e “Bigmans” (degli anni '50 e '60).[1]
- Gregory Corso, poema (anni '50).[1]
- Gilgamesh: Romanzo (1959) di Gian Franco Gianfilippi. Il primo nell'onda delle novelle storiche basate sul poema epico. Un'onda che include lavori in italiano (Paola Capriola), inglese (Robert Silverberg, Stephan Grundy), tedesco (Harold Braem, Thomas Mielke), francese (Jacques Cassabois), e spagnolo (José Ortega).[1]
- Gilgamesch (1966) di Guido Bachmann. Un classico del genere tedesco chiamato "letteratura queer", che ha ispirato altri lavori che hanno studiato la relazione omosessuale fra Gilgamesh e Enkidu. Altri lavori sono stati sviluppati in: Danimarca (Henrik Bjelke), Germania (Thomas Mielke, Christian Kracht), Francia (Jacques Cassabois), e Inghilterra (Edwin Morgan).[1]
- Nel The Great American Novel (1973), un romanzo di Philip Roth, il mito di Gilgamesh è rielaborato nel storia di fantasia di un giocatore di baseball, Gil Gamesh, le cui aspirazioni all'immortalità sono raggiunte dopo la sua partita finale.
- Ölümsüzlük Ardında Gılgamış (Gilgamesh alla ricerca dell'immortalità) (1981), un libro del poeta turco Melih Cevdet Anday.
- Timewyrm: Genesys (1991), di John Peel, è la prima delle avventure del New Doctor Who edito da Virgin. Il libro descrive il dottore che incontra Gilgamesh, e relaziona l'epica di Gilgamesh come una storia del Doctor Who.
- How Like a God (1997) di Brenda W. Clough è basato sull'epica di Gilgamesh.
- Nelle serie di romanzi Jane Lindskold's Athanor novels (1998–9), Gilgamesh e Enkidu sono immortali che ispirano leggende sotto altri nomi, fra i quali Re Artù e Sir Bedivere.
- 1979 (2001) di Christian Kracht, nel quale l'epica fornisce un motivo per un insieme di temi omoerotici contro la rivoluzione iraniana.[1]
- Like Mayflies in a Stream (2009) di Shauna S. Roberts è una trasposizione in romanzo della prima parte dell'epica dal punto di vista di Šamḫat, che domò Enkidu.
- The Sorceress: The Secrets of the Immortal Nicholas Flamel (2009), un romanzo nella serie The Secrets of the Immortal Nicholas Flamel di Michael Scott. Il re Gilgamesh è descritto come un uomo senza casa, immortale, e straordinariamente smemorato. Aiuta i gemelli Sophie e Josh a imparare la magia dell'acqua.
- Long Time di Rick Norwood, The Magazine of Fantasy and Science Fiction, (2011), un racconto della leggenda di Gilgamesh da parte di un cinico soldato che servì nella armata di Gilgamesh.
- Warm Bodies (2011) di Isaac Marion. L'epica di Gilgamesh è menzionata come "uno dei primi lavori noti della letteratura. Il romanzo di debutto dell'umanità, si potrebbe dire. Amore, sesso, sangue e lacrime. Un viaggio per trovare la vita eterna. Per scappare della morte."

## Musica
Il musicista italiano Franco Battiato nel 1992 ha proposto un'opera lirica in due atti ispirata all'epopea di Gilgameš.

## Videogiochi
- È un personaggio ricorrente in numerosi titoli della serie di Final Fantasy. In alcune occasioni, il suo nome è stato traslitterato in Ghilgamesh o Ghigamess. La sua prima apparizione avviene in Final Fantasy V dove detiene il ruolo di cattivo secondario.
- Nella visual novel Fate/stay night pubblicata da Type-Moon, concepita da Kinoko Nasu ed illustrata da Takashi Takeuchi, Gilgamesh è l'antagonista principale della serie. Divenuto col tempo un personaggio di culto tra gli appassionati e figura iconica del media franchise Fate apparendo nel sequel diretto della novel originale Fate/hollow ataraxia e in tutte le altre opere videoludiche associate come Fate/unlimited codes, Fate/tiger colosseum, Fate/Grand Order e Fate/Extra CCC.
- Nel videogioco Civilization VI è il capo dei Sumeri.

## Fumetti, anime e manga
- Il fumetto di Gilgamesh, a cura di Robin Wood e Lucho Olivera, pubblicato negli anni 1980 sulla rivista Skorpio,
- Gilgamesh appare nella maggior parte delle opere animate e cartacee legate al franchise Fate/stay night come il manga e la serie omonima, il prequel animato Fate/Zero e il seguente manga, la serie del 2014 basata sulla seconda Route Fate/stay night: Unlimited Blade Works, nella trilogia di lungometraggi basata sulla terza Route Fate/stay night: Heaven's Feel e nel manga e serie animata spin-off Fate/kaleid liner Prisma Illya.
- Nel 2003 è stato prodotta una serie anime intitolata Gilgamesh.
- L'autore argentino di origine irlandese Robin Wood ha dedicato all'eroe una vera e propria saga a fumetti, Gilgamesh, illustrata da Lucho Olivera, considerata dalla critica il suo capolavoro[senza fonte].
- L'autore statunitense Jim Starlin ha scritto per la DC Comics un futuristico graphic novel intitolato Gilgamesh II.